# FPT Racing 420F3
L'FPT Racing 420F3 è un motore endotermico alternativo da competizione, progettato e costruito dalla FPT Racing ovvero il reparto sportivo della Fiat Powertrain Technologies, la società di proprietà Fiat Group che si occupa di progettazione e sviluppo delle motorizzazioni.

## Il contesto
Si tratta di un motore ad elevate prestazioni, poiché è stato studiato per equipaggiare vetture monoposto progettate per gare di velocità su pista.
Dal 2008 è stato siglato un accordo triennale tra Fiat e gli organizzatori del campionato italiano di Formula 3, in modo tale che tutte le auto partecipanti ne facciano utilizzo.
Il motore unico è stato adottato allo scopo di diminuire i costi che i partecipanti devono sostenere, ma anche di fornire il massimo dello spettacolo dato che avendo tutte lo stesso motore, le macchine si possano sfidare ad armi pari.
Le peculiarità di questo propulsore risiedono nella sua architettura, molto semplice, che lo rende affidabile senza però rinunciare a delle performance di grosso spessore, in quanto è capace di una potenza specifica molto elevata.

## Caratteristiche tecniche
Il progetto è stato seguito dall'ingegnere Paolo Martinelli, in seguito capo motorista della Scuderia Ferrari nel campionato del Mondo di Formula 1, che segue la progettazione di motori particolarmente prestazionali per le vetture di serie del Gruppo Fiat, ed anche quelli da competizione dello stesso gruppo.
Come avvenuto già in occasione della Grande Punto Super 2000, Martinelli ha gettato le basi del progetto guidando un team composto da 45 tecnici.
Il motore è aspirato e possiede una cilindrata pari a 1995 cm³ con architettura meccanica a quattro cilindri in linea (infatti la sigla 420 si riferisce ai 4 cilindri e ai 2,0 litri di cubatura) e 16 valvole con basamento realizzato in ghisa e iniezione elettronica Magneti Marelli. La potenza massima è di 220 cavalli a 7.000 giri al minuto, mentre la coppia massima è di 240 N·m a 5.750 giri al minuto.